# Top Secret (album)
Pour les articles homonymes, voir Top Secret.
Albums de Diane Dufresne
Follement vôtre
(1986) Détournement majeur
(1993)
Top Secret est le neuvième album studio de la chanteuse québécoise Diane Dufresne. Top Secret est également le nom du show qui permettra à Diane Dufresne de remporter un prix Félix dans la catégorie « Meilleur show pop ».

## Liste des pistes

### Édition 33 tours
| 1. | Vous aurez d'mes nouvelles par les journaux | Pierre Grosz | Claude Engel | 2:42 |
| 2. | Les héros sont fatigants                    | Pierre Grosz | Claude Engel | 3:38 |
| 3. | Elsie saisie par le démon                   | Pierre Grosz | Claude Engel | 3:21 |
| 4. | L'assassin                                  | Pierre Grosz | Lewis Furey  | 3:47 |

| 1. | Kabuki          | Pierre Grosz | Claude Engel      | 3:59 |
| 2. | La femme tatoué | Pierre Grosz | Jean-Noël Chaléat | 4:14 |
| 3. | Désir           | Pierre Grosz | Lewis Furey       | 3:43 |
| 4. | Top Secret      | Pierre Grosz | Claude Engel      | 3:59 |

### Édition CD
| No | Titre                                       | Paroles      | Musique           | Durée |
| -- | ------------------------------------------- | ------------ | ----------------- | ----- |
| 1. | Vous aurez d'mes nouvelles par les journaux | Pierre Grosz | Claude Engel      | 2:42  |
| 2. | Les héros sont fatigants                    | Pierre Grosz | Claude Engel      | 3:38  |
| 3. | Elsie saisie par le démon                   | Pierre Grosz | Claude Engel      | 3:21  |
| 4. | L'assassin                                  | Pierre Grosz | Lewis Furey       | 3:47  |
| 5. | Kabuki                                      | Pierre Grosz | Claude Engel      | 3:59  |
| 6. | La femme tatoué                             | Pierre Grosz | Jean-Noël Chaléat | 4:14  |
| 7. | Désir                                       | Pierre Grosz | Lewis Furey       | 3:43  |
| 8. | Top Secret                                  | Pierre Grosz | Claude Engel      | 3:59  |

## Crédits
- Musiciens :
  - Claviers, guitare : Claude Engel
  - Claviers : Michel Cœuriot
  - Basse : Jannick Top
  - Batterie : Claude Salmieri
- Programmation synthétiseurs : Celmar Engel
- Enregistrement synthétiseurs : Celmar Engel
- Ingénieurs du son : Didier Lozaïc (assisté de Cyril Noton), Didier Lize (assisté de Benoît Corre)
- Arrangements : Claude Engel (T1, 2, 3, 5, 8), Michel Cœuriot (T4, 6, 7)
- Direction musicale : Claude Engel
- Mixage : Nick Patrick (assisté de Patrick Chauvet)
- Photos : Patrick Ibanez, Bon Anton
- Conception pochette : Hervé Boudon et Mam'zelle Irène
- Réalisation : Claude Engel, Amérylis Inc.